# 狹視魚科
狹視魚科又名細鰧科，為輻鰭魚綱隆頭魚目瞻星魚亞目（鰧形目）的其中一個科。

## 分類
本科傳統上歸類於鱸形目鱷鱚亞目，在未檢測前，被認為與無棘䲁科相關，故而2017年《硬骨魚系統分類》（Deepfin4）曾將其暫時放在發光鯛目，但隨後的檢測顯示本科屬於鰧形目（瞻星魚亞目）。
其下僅有3個屬，如下：

### 沙鰧屬Crapatalus
- 窄頭沙鰧 Crapatalus angusticeps
- 沙鰧 Crapatalus arenarius
- 芒氏沙鰧 Crapatalus munroi

### 細鰧屬Leptoscopus
- 細鰧 Leptoscopus macropygos

### 萊蘇鰧屬Lesueurina
- 扁頭萊蘇鰧 Lesueurina platycephala